# Kardos
Pour les articles homonymes, voir Kardos (homonymie).
Kardos est un village et une commune du comitat de Békés en Hongrie.